# Laia Vives i Clos
Laia Vives i Clos (Barcelona, 17 de maig de 1987) és una exjugadora d'hoquei sobre patins catalana, en la posició de portera.
Nascuda a Barcelona, va créixer a Santa Coloma de Farners, on s'inicià en la pràctica de l'hoquei sobre patins al Club Hoquei Farners en la posició de portera. El 2001 va fitxar pel Club Patí Voltregà, entitat en la qual va jugar durant la resta de la seva trajectòria esportiva, i debutant a la màxima categoria. Entre d'altres èxits, va aconseguir cinc Copes d'Europa, cinc Campionats d'Espanya, cinc OK Lliga, sis Copes de la Reina, set Lligues catalanes i una Copa Catalana. Internacional amb la selecció espanyola en categories inferiors, va aconseguir el Campionat d'Europa sub-19 el 2005. Amb l'absoluta va guanyar un Campionat del Món el 2008 i un d'Europa el 2009. Amb la selecció catalana d'hoquei sobre patins va ser internacional en vuit ocasions, aconseguint una Golden Cup de 2009 i el subcampionat de la Copa Amèrica de 2010.
Després d'assolir un palmarès prolífic durant més de quinze anys, decidí retirar-se de la competició esportiva el maig de 2017. El 10 de juny se li retí un homenatge al Pavelló d'Esports de Sant Hipòlit de Voltregà, organitzat pel CP Voltregà i la Penya Sac i Ganxo, en el qual es disputà una trobada i un partit entre excompanyes i aficionats. També va rebre la medalla del Comitè Olímpic Espanyol de l'any 2009 per la seva trajectòria esportiva.

## Palmarès
Clubs
- 5 Copes d'Europa d'hoquei sobre patins femenina: 2007-08, 2010-11, 2012-13, 2015-16 i 2016-17
- 5 Campionats d'Espanya d'hoquei sobre patins femení: 2003, 2005, 2006, 2007, 2008
- 5 Lligues espanyoles d'hoquei sobre patins femenina: 2010-11, 2011-12, 2012-13, 2013-14, 2015-16
- 6 Copes espanyoles d'hoquei sobre patins femenina: 2006, 2007, 2008, 2011, 2014, 2017
- 7 Lligues catalanes d'hoquei sobre patins femenina: 2002-03, 2003-04, 2004-05, 2005-06, 2006-07, 2007-08, 2008-09
- 1 Copa catalana d'hoquei sobre patins femenina: 2012

Selecció catalana
- 1 medalles d'argent a la Copa Amèrica d'hoquei sobre patins: 2010
- 1 Golden Cup: 2009

Selecció espanyola
- 1 medalla d'or al Campionat del Món d'hoquei patins femení: 2008
- 1 medalla d'argent al Campionat del Món d'hoquei patins femení: 2006
- 2 medalles de bronze al Campionat del Món d'hoquei patins femení: 2004, 2010
- 1 medalla d'or al Campionat d'Europa d'hoquei patins femení: 2009
- 1 medalla d'argent al Campionat d'Europa d'hoquei patins femení: 2007
- 1 medalla de bronze al Campionat del Món d'hoquei patins femení: 2005